# Ploșnița
Ploșnițele sunt un tip de insectă care se hrănește cu sânge uman, de obicei în timpul nopții. Mușcăturile lor pot avea ca rezultat o serie de efecte asupra sănătății, inclusiv erupții cutanate, efecte psihologice și simptome alergice. Mușcăturile de ploșnițe pot duce la modificări ale pielii, de la invizibile la zone mici de roșeață și până la vezicule proeminente. Simptomele pot apărea după câteva minute și până la câteva zile, mâncărimea fiind în general prezentă. Unele persoane se pot simți obosite sau pot prezenta febră. De obicei, sunt afectate zonele neacoperite ale corpului și adesea apar trei mușcături la rând. Nu se știe ca mușcăturile ploșnițelor să transmită vreo boală infecțioasă. Complicațiile pot include rareori zone necrozate sau vasculită.
Înțepăturile de ploșnițe sunt cauzate în principal de două specii de insecte de tip Cimex: Cimex lectularius (ploșnița comună) și Cimex hemipterus, existentă în principal la tropice. Mărimea lor variază între 1 și 7 mm. Acestea se răspândesc prin târârea între locații din apropiere sau prin transportarea obiectelor personale. Infestarea este rareori rezultatul lipsei de igienă, dar este mai frecventă în zonele cu densitate mare. Diagnosticul implică atât găsirea ploșnițelor, cât și prezența simptomelor compatibile. Ploșnițele își petrec cea mai mare parte a timpului în locuri întunecate, ascunse, cum ar fi cusăturile saltelei sau crăpăturile unui perete.
Tratamentul este îndreptat către simptome. Eliminarea ploșnițelor din casă este adesea dificilă, parțial pentru că acestea pot supraviețui până la un an fără să se hrănească. Pot fi necesare tratamente repetate ale unei locuințe. Aceste tratamente pot include încălzirea camerei la 50 °C (122 °F) pentru mai mult de 90 de minute, aspirarea frecventă, spălarea hainelor la temperaturi ridicate și utilizarea diferitelor pesticide.
Ploșnițele apar în toate regiunile globului. Infestările sunt relativ frecvente, în urma unei creșteri începând cu anii 1990. Cauzele exacte ale acestei creșteri sunt neclare; printre teorii se numără creșterea mobilității umane, schimbul mai frecvent de mobilier second-hand, un accent mai mare pe controlul altor dăunători și creșterea rezistenței la pesticide. Ploșnițele sunt paraziți umani cunoscuți de mii de ani.